# Procianidina C2
Procianidina C2 es una proantocianidina tipo B trímero, un tipo de tanino condensado.

## Presencia
Procianidina C2 se encuentra en las semillas de uva (Vitis vinifera) y el vino, en la cebada (Hordeum vulgare), malta y la cerveza, en Betula spp., en Pinus radiata, en Potentilla viscosa, en Salix caprea o en Cryptomeria japonica.
El contenido en el grano de cebada de proantocianidinas triméricas, incluyendo procyanidin C2, rango 53-151 mg equivalentes de catequina/g

## Usos posibles para la salud
Oligómeros de proanythocyanidina , extraídos de las semillas de uva, se han utilizado para el tratamiento experimental de la alopecia androgénica. Cuando se aplica tópicamente, promueven el crecimiento del cabello in vitro, e inducen al folículo piloso in vivo. Procianidina C2 es el subtipo de extracto más eficaz.
Los experimentos mostraron que tanto procyanidin C2 y Pycnogenol (extracto de corteza del pino marítimo francés) aumentan la secreción TNF-α de una manera concentración-y tiempo-dependiente. Estos resultados demuestran que las procianidinas actúan como moduladores de la respuesta inmune en macrófagos.